# Piz Tiarms
Piz Tiarms är en bergstopp i Schweiz.   Den ligger i regionen Surselva och kantonen Graubünden, i den centrala delen av landet, 100 km öster om huvudstaden Bern. Toppen på Piz Tiarms är 2 918 meter över havet, eller 82 meter över den omgivande terrängen. Bredden vid basen är 0,28 km.
Terrängen runt Piz Tiarms är huvudsakligen bergig. Närmaste större samhälle är Erstfeld, 15,9 km norr om Piz Tiarms. 
Trakten runt Piz Tiarms består i huvudsak av gräsmarker. Runt Piz Tiarms är det glesbefolkat, med 11 invånare per kvadratkilometer.